# Jessica Penne
Jessica Marie Penne, född 30 januari 1983 i Newport Beach, är en amerikansk MMA-utövare som sedan 2014 tävlar i organisationen Ultimate Fighting Championship.